# Somaliwood
Somaliwood è un nome informale per l'industria cinematografica in lingua somala che è stata sviluppata nella comunità somala di Columbus (OH) incentrata sulla compagnia di produzione Olol Film. Seguendo il modello di Bollywood, il nome è una parola macedonia delle parole Somalia ed Hollywood, il centro dell'industria cinematografica statunitense. A causa della guerra civile in Somalia, Columbus divenne la casa di circa 45.000 somali profughi. La città è anche la sede di un quotidiano e di una radio somali.
(Abdisalam Aato)
I film usciti da Somaliwood includono il thriller Xaaskayga Araweelo, Rajo e Warmooge, la prima animazione somala. Importanti figure della produzione di film somali a Columbus sono il regista Abdisalam Aato e l'attrice Fathiya Saleban, entrambi somali.